# Tricerophora commaculata
Tricerophora commaculata är en fjärilsart som beskrevs av Edward Meyrick 1921. Tricerophora commaculata ingår i släktet Tricerophora och familjen stävmalar. Inga underarter finns listade i Catalogue of Life.